# Pseudosciara luteicoxa
Pseudosciara luteicoxa är en tvåvingeart som först beskrevs av Günther Enderlein 1911.  Pseudosciara luteicoxa ingår i släktet Pseudosciara och familjen sorgmyggor. Inga underarter finns listade i Catalogue of Life.